# Soós Árpád (rendező)

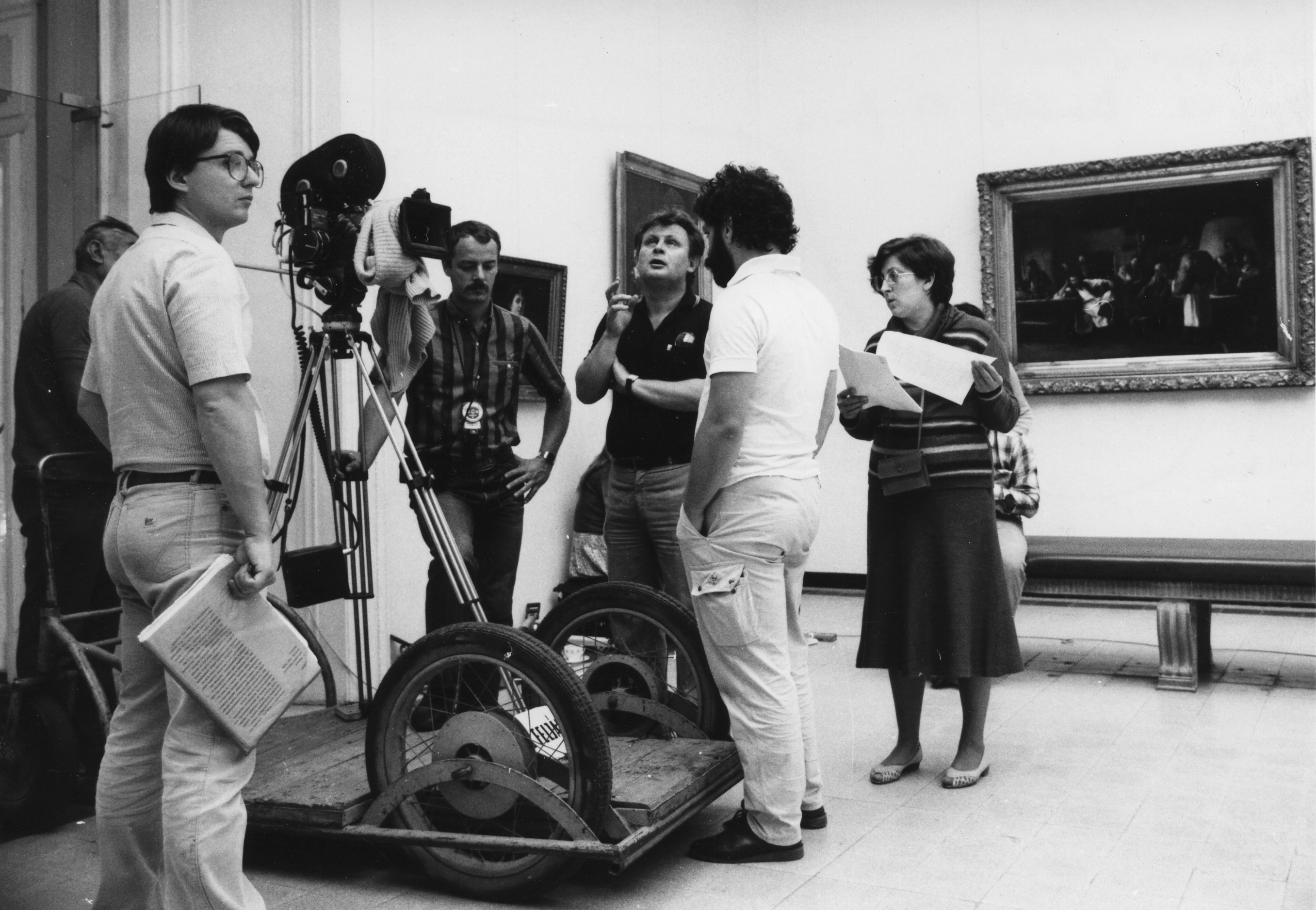
A Debreceni Déri Múzeum című tévéfilm forgatásán

Soós Árpád (Budapest, 1944. szeptember 22. –) magyar filmrendező

## Élete
Dokumentumfilmek, ismeretterjesztő anyagok, portrék rendezője.
Érettségi után került a Magyar Televízióhoz vágó gyakornoknak. A Közművelődési Főszerkesztőség munkatársaként  filmvágói, adásrendezői feladatokat látott el, például a Delta című tudományos híradóban. A Színház- és Filmművészeti Főiskola elvégzése után lett rendező.
1975-től 1980-ig a Képzőművészeti Szerkesztőségen dolgozott. 1980-ban átkerült a Kulturális Igazgatóságra.
2000–2006 között a Művészeti Főszerkesztőség munkatársa volt.

## Rendezői munkáiból
- Magyar kápolna a Vatikánban – dokumentumfilm (1980), szerk.: D. Fehér Zsuzsa, op.: Bodó János
- Amerigo Tot – Portréfilm Tóth Imréről (1982), szerk.: D. Fehér Zsuzsa, op.: Bodó János
- Műteremben – képzőművészeti sorozat (1981-1983), szerk.: D. Fehér Zsuzsa, op.: Bodó János, Bánhegyi István, Lukin Sándor

## Néhány epizód
- Mácsai István festőművész – portréfilm (1981)
- Szabó Iván festőművész – portréfilm (1981)
- Kurucz D. István festőművész – portréfilm (1981)
- Mialkovszky Erzsébet jelmeztervező – portréfilm (1981)
- Varga Imre szobrászművész – portréfilm (1982)
- Bartha László festőművész – portréfilm (1982)
- Szász Endre festőművész – portréfilm (1982)
- Morvay Zsuzsa keramikus – portréfilm (1983)
- Kádár János Miklós festőművész – portréfilm (1983)
- 45 perc a Hungáriában – irodalmi műsor (1984), szerk.: Sediánszky János, Behyna Károly, op.: Király Péter
- Törzsasztal - Irodalmi kávéház – irodalmi sorozat (1984-1985),     szerk.: Sediánszky János, Behyna Károly, op.: *Boldizsár Károly, Becsy Zoltán, Füredi Vilmos
- A hónap versei – költészeti sorozat (1991-1992), szerk.: Alföldy Jenő, op.: Darvas Máté, Czabarka György, Gombos Tamás
- ... az én váram – magazinsorozat (1991-1993)
- Lakáskultúra mindenkinek – í.: Osskó Judit, szerk.: Kernács Gabriella, op.: Czabarka Péter
- Marokkó – (1996), szerk.: Osskó Judit, op.: Szommer Tamás Festőjátékok - Újházi Péter festőművész – portréfilm (1993)
- Vakáció 1-2. – dokumentumsorozat (1996), Balatonboglári kápolnatárlatok története (1970-1973), szerk.: Római Róbert, op.: Gombos Tamás
- Unokáink is látni fogják – építészeti sorozat
- Gaudi (1996), szerk.: Osskó Judit, op.: Abonyi Antal
- Marokkó építészetét (1997), szerk.: Osskó Judit, op.: Szirmai Béla
- Kertvárosunk a Vekerle – dokumentumfilm (1998), szerk.: Osskó Judit, op.: Czabarka Péter
- Gyulafehérvár, a fejedelmi város 1-2. – dokumentumfilm (1999), szerk.: Beke Mihály András, op.: Gombos Tamás
- Hauszmann Alajos – portréfilm (1999), szerk.: Osskó Judit, op.: Szirmai Béla
- Schulek dinasztia – Családi krónikák sorozat (1999), szerk.: Osskó Judit, op.: Szirmai Béla
- A Boross család Nagybajomban – Családi krónikák sorozat (1999), szerk.: Pálfy G. István, op.: Gombos Tamás
- A keramikus Majoros család – Családi krónikák sorozat (2000), szerk.: Stefka István, op.: Janovics Sándor
- Az Entz család – portréfilm (2000), szerk.: Pálfy G. István, op.: Janovics Sándor
- Gönczöl János útjai - Anyanyelv sorozat – dokumentumfilm (2004), forgatókönyvíró-rend.: Soós Árpád, op.: Bánhegyi István
- Jánoskuti Márta jelmeztervező - Egy vígszínházi románc – dokumentumfilm (2005), forgatókönyvíró-szerk.-rend.: Soós Árpád, op.: Bánhegyi István

## Díjak, kitüntetések
- 10 MTV elnöki Nívódíj
- Szolnoki Képzőművészeti Filmszemle díja
- 30. Magyar Játékfilmszemle dokumentumfilm díja
- Párizsi Dokumentumfilm Fesztivál díja (Pompidou-Központ)
- Kamera Hungaria (1998)